# 104 Tauri
104 Tauri (104 Tau) è la designazione di Flamsteed di una stella sita nella costellazione equatoriale del Toro. Ha una magnitudine apparente di 4,92, che la rende abbastanza luminosa da essere visibile ad occhio nudo. Sulla base delle misurazioni di parallasse, si trova a circa 50 al dal Sole e si sta allontanando ulteriormente da esso con una velocità radiale eliocentrica di +20 km/s.

## Caratteristiche
La stella ha una classificazione stellare di G4 V,  che suggerisce sia una normale stella a sequenza principale di tipo G che sta generando energia attraverso la fusione dell'idrogeno all'interno del suo nucleo. Ha un'età stimata di 10 Ga e ruota su se stessa con una velocità proiettata di 10 km/s.
104 Tauri ha circa la stessa massa del Sole, con un raggio pari 1,6 volte il raggio solare. Sta irradiando 2,4 volte la luminosità del Sole dalla sua fotosfera ad una temperatura effettiva di 5717 K.
La luminosità apparente indica che è una giovane stella di popolazione I, tuttavia, le abbondanze chimiche nella sua fotosfera esterna raccontano una storia diversa, suggerendo che si tratti di una stella di popolazione II con un'età di 12−13 miliardi di anni. Questa discrepanza può essere un indizio che la stella ha subito un periodo di accrescimento di massa nel corso della sua vita. Possibili scenari sono una fusione con una compagna in orbita ravvicinata, oppure l'interazione con la nube progenitrice del vicino ammasso aperto NGC 2516.
La stella mostra prove convincenti di un eccesso di infrarossi, suggerendo la presenza di un disco di detriti circumstellare. 